# Lágrimas de cristal
«Lágrimas De Cristal», es una canción muy densa y que habla de un tema difícil: el desamor y la rabia de la mujer engañada. Hubo muchos cambios a la letra quedando la versión final que se oye en el disco. La versión Remix de este tema (Maneater Mixshow), catapultó a Coral como una de las divas de la música dance en español en discotecas, solo por detrás de Mónica Naranjo.

## Video musical
Este videoclip, dirigido por Juan Belmonte, se grabó a principios de 2002, con una temática bastante gótica, y considerada por muchos como un tema rompedor y potente, se muestra a Coral en un templo antiguo, ofreciéndose como sacrificio, así como también bailarines personificando a demonios que simboliza el dolor y el desamor de una persona. 

## Anécdotas del tema
Los primeros arreglos para este tema eran más melódicos, con la voz de la primera estrofa sin ritmo ni bajo, y entrando todo progresivamente. También se planteó la letra en un lenguaje más directo plasmando lo que sería una conversación o discusión final de una pareja. 
Se realizaron arreglos muy complejos y góticos, así también se incluyeron capas que actualmente se escuchan en las diversas remezclas que se realizaron del tema. Por ejemplo en la versión Skin Deep es la primera remezcla en sí del tema. Aquí la voz está doblada por vocoder, esta remezcla llevó muchos días de trabajo, y en la que por cierto, se utilizaron pistas de percusión natural que en su día se descartaron de la sesión para el tema Tormenta. 
La programación de los sintes en los estribillos es un homenaje al dance que se hacía en Valencia hace unos años, las cuerdas y el tono lírico le dan una armonía sólida.
Uno de los sonidos más característicos, el de la caja, fue uno de los más complicados de fabricar. Está hecho con el SY-77 de Yamaha y una muestra de caja natural, mezcladas en un sampler. 
Otro tema son los bajos, hay tres que están combinados, pasean por toda la canción haciendo que la melodía resalte más.

### CD sencillo (Lágrimas De Cristal)
| # | Canción                             | Compositores                                 | Duración |
| - | ----------------------------------- | -------------------------------------------- | -------- |
| 1 | Pumpin' Dolls Full Original Version | Juan Belmonte / Abel Arana / David Domínguez | 9:43     |
| 2 | Pumpin' Dolls Maneater Mixshow      | Juan Belmonte / Abel Arana / David Domínguez | 5:15     |
| 3 | Pumpin' Dolls Skindeep Mixshow      | Juan Belmonte / Abel Arana / David Domínguez | 7:30     |
| 4 | Dry Martini Club Mix                | Juan Belmonte / Abel Arana / David Domínguez | 7:35     |
| 5 | Pumpin' Dolls Bareback Dub          | Juan Belmonte / Abel Arana / David Domínguez | 10:04    |

## Créditos
Una producción dirigida y realizada por Juan Belmonte y Abel Arana (Pumpin' Dolls) para Sony 
Music Entertainment Spain, S.L.
- Coros: Vicky y Luisi Bodegas, Coral

- Mezclado por Pumpin' Dolls en Fullhouse Studios

- Mastering: Fernando Álvarez en Eurosonic Mastering.

- Remix y producción adicional por Juan Belmonte y Abel Arana (Pumpin' Dolls) en Fullhouse Studios, Madrid.

- Datos: Q5985217